# Gaëlle Hermet
Pour les articles homonymes, voir Hermet.
Pas d'image ? Cliquez ici

a Compétitions nationales et continentales officielles uniquement.

b Matchs officiels uniquement.
Dernière mise à jour le 27 mars 2025.
Gaëlle Hermet, née le 12 juin 1996 à Clermont-Ferrand, est une joueuse internationale française de rugby à XV, évoluant au poste de troisième ligne aile. Elle joue au Stade toulousain.

## Biographie

### Carrière sportive
Gaëlle Hermet commence le rugby à onze ans, et en fait pendant un an avant de se mettre à l’athlétisme. Elle revient au rugby à treize ans à l’Union sportive carmausine. Après Carmaux, elle joue un an en cadette au Sporting club albigeois parce qu’il fallait aller dans une équipe féminine. Elle part, ensuite deux ans au Saint-Orens RF, pour finalement rejoindre le Stade toulousain à 18 ans et jouer en sénior.
Elle suit des études de psychologie puis d'ergothérapie à Toulouse,. Elle est promue capitaine du XV de France féminin à partir de la tournée de novembre 2017, au cours de laquelle la France affronte l'Espagne et l'Italie.
En 2018, Gaëlle Hermet  est capitaine lors du grand chelem de l'équipe de France dans le Tournoi des Six Nations,.
Le 13 mai 2018, elle dispute la finale du championnat de France, titulaire à l'aile de la troisième ligne, contre Montpellier. Les Toulousaines s'inclinent 15 à 12 au Stade Albert-Domec à Carcassonne.
À la fin de l'année, elle est choisie par World Rugby parmi les cinq joueuses nommées pour le titre de joueuse de l'année, mais c'est une autre française, Jessy Trémoulière, qui emporte la récompense. En novembre 2018, elle fait partie des 24 premières joueuses françaises de rugby à XV qui signent un contrat fédéral à mi-temps. Son contrat est prolongé pour la saison 2019-2020.
Le 18 mai 2019, Gaëlle Hermet  dispute de nouveau la finale du championnat de France, titulaire à l'aile de la troisième ligne, contre Montpellier. Les Toulousaines s'inclinent une nouvelle fois (22-13) au Stade Maurice-Trélut à Tarbes.
En 2022, elle est sélectionnée par Thomas Darracq pour disputer la Coupe du monde en Nouvelle-Zélande. En 2023, elle n'est pas reconduite dans son rôle de capitaine de l'équipe de France par le nouveau duo de sélectionneurs tricolore (Gaëlle Mignot et David Ortiz) tout en conservant sa place dans le groupe de joueuses sélectionnées. Avec le Stade toulousain, elle s'incline en demi-finale face au Stade bordelais. À la fin de la saison 2022-2023, elle est nommée pour l'Oscar de la meilleure joueuse française aux Oscars du Midi olympique.
À l'automne 2023, Gaëlle Hermet fait partie du groupe qui dispute le WXV en Nouvelle-Zélande. Elle est également sélectionnée pour le Six nations que les Françaises terminent à la deuxième place pour la cinquième fois de suite. Le Stade toulousain s'incline en demi-finale face à l'ASM Romagnat.
En 2024-2025, elle n'est pas retenue pour la deuxième édition du WXV. En mars 2025, elle dispute son centième match sous les couleurs du Stade toulousain.

### Carrière extra-sportive
Gaëlle Hermet exerce le métier d'ergothérapeute. Diplômée en septembre 2019, elle intervient de façon hebdomadaire auprès de l'Ehpad de Cadours. Alors que la pandémie de Covid-19 survient en France et que la saison sportive est interrompue, elle s'investit à un rythme plus soutenu auprès de l'Ehpad de Cadours.

## Palmarès

### En club
- Vainqueur du Championnat de France de 2e division en 2015
- Finaliste du Championnat de France en 2018 et 2019
- Vainqueur du Championnat de France en 2022

### En équipe nationale
- Vainqueur du Tournoi des Six Nations en 2018 (Grand Chelem).

### Distinctions personnelles
- Oscars du Midi olympique : Oscar de la meilleure joueuse française 2020[25]